# Vlajka Dněpropetrovské oblasti

Vlajka Dněpropetrovské oblasti
Poměr stran 2:3

Vlajka Dněpropetrovské oblasti, jedné z oblastí Ukrajiny, je tvořena modrožlutým, kosým, ornamentálním břevnem, které list vlajky (o poměru stran 2:3) diagonálně rozděluje na levý, dolní, bíly a pravý, horní, modrý roh. Břevnový ornament tvoří modré vlny, zasahující do bílého pole a na druhé straně žluté plameny, vybíhající do pole modrého. V bílém poli je v žerďové části vyobrazen kozák v malinovém kroji a s mušketou.[ujasnit] V modrém poli vlající části je rozmístěno 9 žlutých, osmicípých hvězd (4, 3, 2 – zarovnané k vlajícímu okraji).
Bílá a žlutá barva na vlajce mají symbolizovat kovy – zlato, znázorňující bohatost a vznešenost a stříbro, znázorňující laskavost a nevinnost. Modrá barva, vyskytující se na vlajce v druhé části pole loajalitu a poctivost. Žluté plameny na břevně odkazují na tavení kovů – rozvinutý metalurgický průmysl v oblasti, modré vlny na řeku Dněpr. Zbarvení úboru kozáka má také vlastní význam. Červená barva na čepici symbolizuje odvahu a lásku, malinová barva, silně oblíbená u kozáků, štědrost a ctnost. Samotný kozák je přebrán ze symbolů záporožského vojska a Kozáckého hetmanátu. Devět hvězd v modrém poli je odkazem na teritoriální jednotky Záporožských kozáků – palany, z nichž většina se nacházela na území dnešní oblasti.

## Historie
Dněpropetrovská oblast vznikla 27. února 1932.
Výběrové řízení na symboly Dněpropetrovské oblasti trvalo několik let, nakonec byl ale přijat návrh O. Rudenka a O. Potapa, ve kterém byla vlajka společně se znakem oblasti 19. března 2002 přijata na základě rozhodnutí č. 518-22/XXIII.

## Vlajky rajónů oblasti

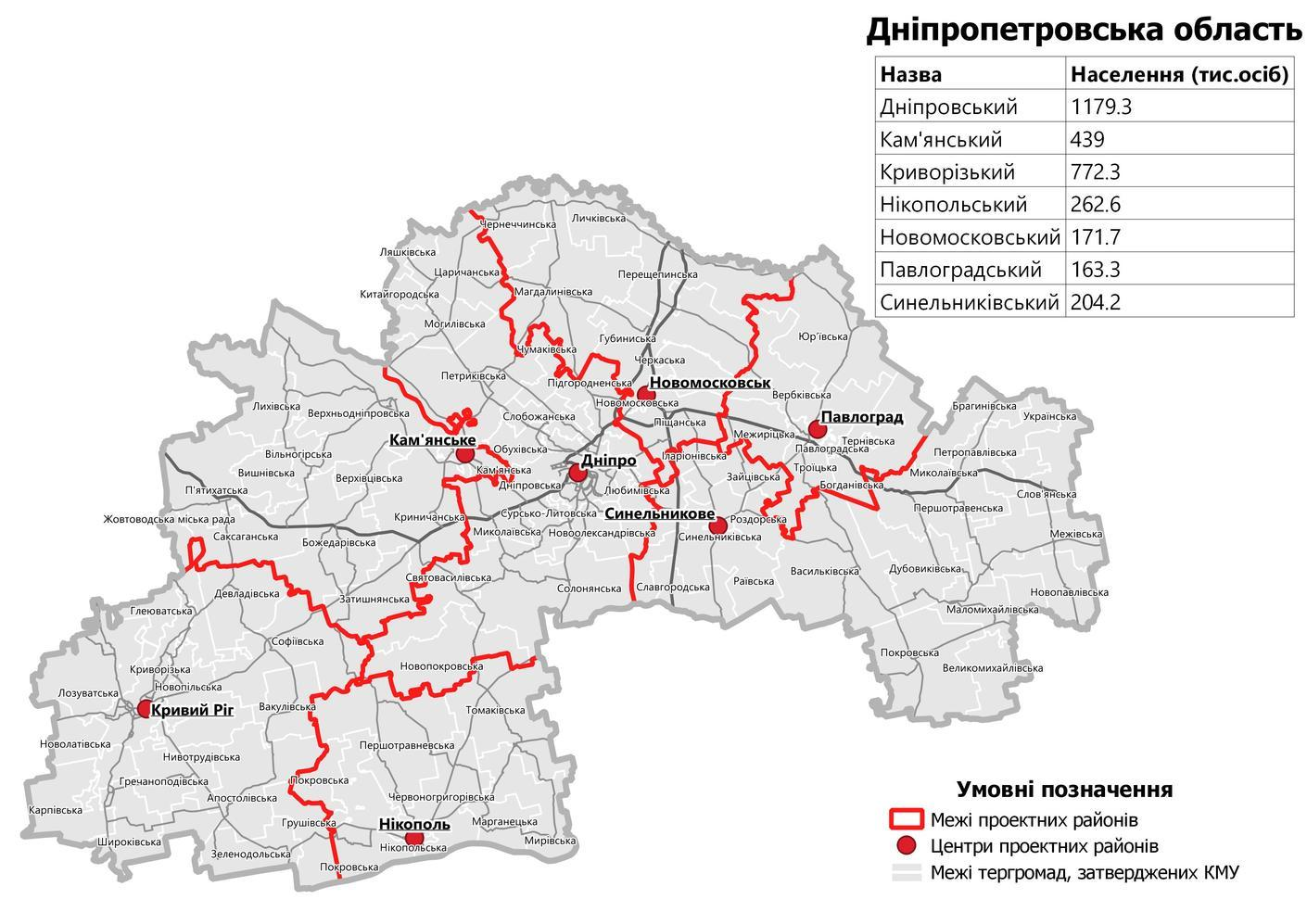
Členěni Dněpropetrovské oblasti

Na základě reformy se od 18. července 2020 Dněpropetrovská oblast člení na 7 rajónů, přičemž vlastní vlajku užívají všechny, kromě Kamjanského.

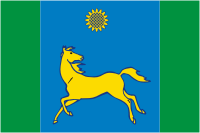
Dniperský rajón Poměr stran 2:3
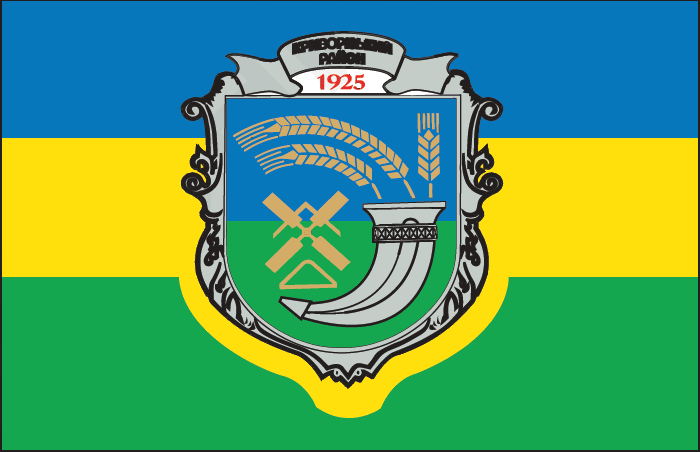
Kryvorižský rajón Poměr stran 2:3
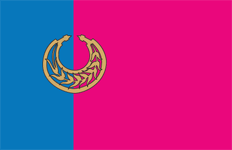
Nikopolský rajón Poměr stran 2:3
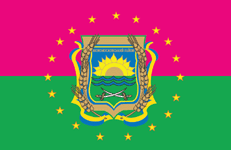
Novomoskovský rajón Poměr stran 2:3
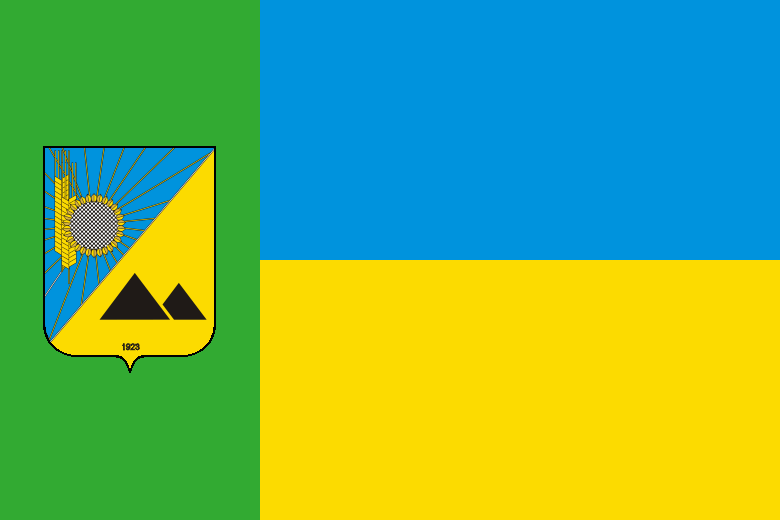
Pavlohradský rajón Poměr stran 2:3
Synelnykovský rajón Poměr stran 2:3